# Agoraea nigrotuberculata
Agoraea nigrotuberculata là một loài bướm đêm thuộc phân họ Arctiinae, họ Erebidae.